# Saint-Mard-sur-Auve
Saint-Mard-sur-Auve település Franciaországban, Marne megyében. Lakosainak száma 64 fő (2022. január 1.). Saint-Mard-sur-Auve Auve, La Chapelle-Felcourt, Herpont, Rapsécourt és Valmy községekkel határos.

## Népesség
A település népessége az elmúlt években az alábbi módon változott:
| Lakosok száma | 62   | 60   | 72   | 58   | 64   | 65   | 64   | 63   | 64   | 64   |
|               | 1968 | 1982 | 1990 | 2006 | 2013 | 2015 | 2017 | 2019 | 2020 | 2022 |